# 英吾斯坦乡 (疏附县)
英吾斯塘乡，是中国新疆维吾尔自治区喀什地区疏附县下辖的一个乡镇级行政单位。

## 行政区划
英吾斯塘乡共辖以下地区：
托喀依艾日克村、墩艾日克村、盖孜尼博依村、托喀依村、艾热木巴格村、古尼恰艾日克村、英乃喀什村、其且格勒克村、松古拉奇村、喀什博依村、墩库勒村、吉格代里克村、阿瓦提艾日克村、阿热买里村、英艾日克村、乌斯曼吐孜艾日克村、兰干村、巴扎村、裁缝艾日克村。